# 鲁若晴
鲁若晴（1989年12月21日—2013年9月19日），原名鲁超，山东青岛人。

## 生平
鲁若晴出生在青岛市黄岛区某农村，父母靠种地和贩卖海鲜为生。据其父亲说，鲁16岁时淋巴结肿大，生了场大病，后依靠吃偏方康复。生病使她错过了当年中考。病愈后，她考入大专。毕业后曾做过一年服装生意，但亏了钱，还在北京打过工。

### 微博记录病情
2011年底，鲁若晴因牙疼去医院就诊。2012年元旦被确诊为白血病，当地医院宣布“无救”。1月6日，鲁若晴来到北京协和医院接受治疗。经过化疗，病情有所缓解。3月，与哥哥干细胞配型成功。由于手术需要40万，为不给父母造成太大的经济负担，若晴执意放弃治疗，于3月15日回到青岛。4月16日，在被下达病危通知书31天后，她将自身状态及病情变化用床边的电脑记录在新浪微博上，并配上患病前的照片。她给自己的微博取名为“鲁若晴”，既是“若你安好，便是晴天”之意，也与她前男友的名字有关。
5月19日，微博红人“作业本”在微博上鼓励网友在“5·20”对若晴说一句“我爱你”，得到了热烈响应。韩红、范玮琪等名人都给鲁若晴加油。同时，亦有网友质疑鲁若晴身份、病情真实性。
看到网上对她的质疑，鲁若晴感到很委屈，说“没想到这个样”。5月21日中午，鲁若晴删掉所有新浪微博，并关闭评论，只留下一条微博：“谢谢各位对我的关心，我能感受到大家对我的爱。但已经对我的生活造成困扰，暂时想清静一下。谢谢。” 第二天又发微博称：“刚拔下针，亲爱的们，关于一切好的坏的说法，我都会感恩这一切。谢谢所有人的关爱。我想我该彻底消失了。因为有你们，我是那个最幸福的姑娘。于繁华时，求淡然。”
22日晚，鲁若晴病情恶化，家人紧急带她前往北京。同时，网上对她的身份质疑达到顶峰。方舟子质疑协和医院并没有鲁这个人，并对鲁的身份提出诸多质疑。“麦田”、“染香”、“珊璞君”等微博用户也发出质疑。
5月23日，北京协和医院证实鲁正在该院接受治疗。央视记者亦找到鲁在青岛的家人，证实了鲁病情的真实性。
在病情被证实后，不断有人去探望鲁若晴，并有人赠送给她ipad。薛蛮子、韩红各捐出10万元，并联合中国青少年发展基金会进行募捐。
6月3日，鲁若晴重新开通微博，报了平安。此时她获得的捐款已达100万元。8月1日，鲁若晴的手术成功，反应良好。此消息带来第三波质疑，其照片被逐张分析，被指责为靠美貌夺取眼球。8月23日，青少年发展基金公布了鲁若晴的治疗费用：约25万元。
8月25日，央视《新闻周刊》节目播出《鲁若晴：脆弱的信任》，回顾了整个事件，在肯定鲁若晴病情真实性的同时，反思社会信任的缺失。
2013年4月，安徽卫视播出了陈鲁豫主持的谈话节目《说出你的故事》，鲁若晴和熊顿作为嘉宾分享了她们的抗癌历程。

### 去世
2013年9月19日下午，鲁若晴白血病复发去世。